# سياسة تنمية مهارات التعليم والتدريب التقني والمهني
تعد سياسة تنمية مهارات التعليم والتدريب التقني والمهني ثمرة للتنسيق والتعاون البناء بين مختلف الوزارات والوكالات الحكومية والهياكل الاجتماعية والشركاء المحليين ومنظمات تطوير مهارات التعليم التقني والمهني المحلية.

## خلفية

الظروف المواتية للتنفيذ القانوني للحق في التعليم

لقد ناضلت العديد من الحكومات من أجل توصيف وإدارة التعليم والتدريب التقني والمهني وتنمية المهارات. حيث تجد الحكومات صعوبة في معالجة القضايا متداخلة المسؤوليات كون ذلك يتطلب تفاعل وتعاون الحكومة مع مختلف الشركاء الاجتماعيين.
يعد التعليم والتدريب التقني والمهني وتنمية المهارات بمثابة جسر تواصل بين ميادين التعليم وسوق العمل من أجل ديمومة التعليم كونه يمثل متطلباً هاماً في كل قطاع من قطاعات الاقتصاد ويتبنى الحوار المثمر والتكامل البناء بين راسمي السياسة التعليمية ومعدي البرامج التدريبة من جهة وبين أرباب العمل والأيدي العاملة من جهة أخرى كون التعليم والتدريب التقني والمهني يساهم في تحقيق مجموعة واسعة من الأهداف الاجتماعية والاقتصادية، مثل العمالة الكاملة وزيادة الإنتاجية والقدرة التنافسية والتماسك الاجتماعي والإنصاف والاستدامة.
أن خدمات التعليم الأساسي والرعاية الصحية الأولية تعتبر"منفعة عامة" تلتزم الحكومات بتقديمها بشكل مباشر بسبب العوامل الخارجية الإيجابية المرتبطة بالتوفير، لكن ذلك لاينطبق على التعليم والتدريب التقني والمهني وتنمية المهارات. ولا توجد خطوط واضحة لسياسة الدعم الحكومي للتعليم والتدريب التقني والمهني، ويوعز ذلك إلى العوائد الاقتصادية المرتفعة لكل من أرباب العمل والعاملين الذين يستثمرون في مجال التدريب.
اما بالنسبة لوزارات التعليم التي تعاني من شح الموارد والتي تسعى جاهدة لتمويل التكاليف المتزايدة لأنظمة التعليم الأساسي لديها، فمن السهل صرف النظر عن المسؤولية الملقاة على عاتقها تجاه المجتمع، إلا أنها ترا أن التعليم والتدريب التقني والمهني وتنمية المهارات هما في المقام الأول مسؤلية العاملين وأرباب العمل.
الجدير باالذكر أن الحكومات المختلفة واجهة صعوبات متعددة في صياغة وتخطيط وإدارة وتنفيذ وتقييم سياسات واستراتيجيات وخطط تنمية المهارات والتعليم الفعال. وللتغلب على هذه الصعوبات، فكرت العديد منها في آليات التنسيق بين الوزارات و «الهيكل المؤسسي» لتتلاقح الأفكار ويتسنى لها التخطيط الناجح للتعليم والتدريب التقني والمهني وتنمية المهارات ومن ثم إدارتها ومراقبتها وصولاً إلى تقييمها.

## أتجاهات التعليم والتدريب التقني والمهني وتنمية المهارات
لقد ظهرت توجهات عديدة في تنفيذ التعليم والتدريب التقني والمهني وتنمية المهارات في مختلف دول العالم. فمنذ أواخر الثمانينيات حتى الآن، دأبت العديد من الحكومات على التأكيد على دور التعليم في إعداد المتعلمين بشكل فعال لسوق العمل. حيث وضعت هذه المدرسة الفكرية، التي أطلق عليها اسم «المهنية الجديدة»، الحاجة للمهارات الصناعية كمحور رئيس تبلور حوله الهدف من التعليم العام. حيث يُنظر إلى التعليم والتدريب التقني والمهني وتنمية المهارات كـــ عنصر مهم ورئيس في تعزيز النمو الاقتصادي بشكل عام ومعالجة البطالة في جيل الشباب بشكل خاص.
في الماضي القريب لم تعطي أنظمة التعليم العامة أي أولوية لتطوير المهارات التي يحتاجها الشباب لتأمين وظائف لهم في عالم الصناعة. ولكن في الفترة من أواخر الثمانينيات حتى أوائل التسعينيات شهدت انظمة التعليم إدخال وإضافة مناهج ودورات مهنية جديدة، غالبًا ما يتم تطويرها بالتعاون مع الصناعة، وزيادة في مجموعة متنوعة من طرق التعلم القائم على العمل التي تقدم للشباب.
يتضمن إنشاء نظام التعليم والتدريب التقني والمهني وتطوير المهارات ستة مجالات وتشمل:
1. إصلاحات وحوكمة التعليم والتدريب التقني والمهني؛
2. تطوير نظام «تدريب وطني»؛
3. تطوير أطر المؤهلات الوطنية والإقليمية؛
4. إدخال آليات ضمان الجودة الجديدة؛
5. تنويع طرق التمويل؛
6. استقلالية مُدارة لمقدمي التدريب العام وتوسيع نطاق توفير التدريب الخاص.

أن تطوير وتنفيذ إستراتيجية تنموية اقتصادية فعالة يتطلب التفاعل والتنسيق بين مختلف المجالات المرسومة في السياسة الاستراتيجية. حيث تلعب هذه المجالات دورًا جوهرياً في إعداد وبناء أنظمة المهارات الوطنية. وتتمحور الوظائف الأربعة الرئيسية التي تشرف عليها الحكومات في مجال التعليم والتدريب التقني والمهني وتنمية المهارات على ما يلي:
- تطوير وتصميم السياسات؛
- التخطيط والإدارة والتسليم والرصد والتقييم؛
- المالية والتمويل؛
- ضمان الجودة ووضع المعايير وتطوير المناهج وتقييمها.

## تأثير أهداف التنمية المستدامة (SDGs)
في عام 2015 اعتمدت الأهداف الإنمائية المستدامة (SDGs) لتحل محل الأهداف الإنمائية للألفية باعتبارها خطة للعمل الحكومي الدولي. وتعتبر أهداف التنمية المستدامة مجموعة مكونة من 17 هدفًا و 169 غاية. حيث تؤكد أهداف التنمية المستدامة أن العمل يجب أن يساهم في زيادة الدخل والإنتاجية والقدرة التنافسية وكذلك معالجة القضايا الاجتماعية والبيئية. لكن السياسة الجديدة التي تركز على العمل تتيح المجال ليكون هناك تركيز دولي أكبر على التدريب والإعداد للتوظيف، وتعزيز مخرجات وأدوار التعليم والتدريب التقني والمهني لترتبط بأجندة التنمية المستدامة.
الهدف التعليمي المحدد، في البند الرابع في لائحة أهداف التنمية المستدامة، هو «ضمان تعليم جيد شامل ومنصف وتعزيز فرص التعلم للجميع مدى الحياة». حيث يحتوي الهدف الرابع للتنمية المستدامة على عشر غايات محددة، حيث تلعب المهارات والتعلم مدى الحياة دورًا مهمًا. هناك العديد من المجالات التي يلعب فيها التعليم والتدريب التقني والمهني وتنمية المهارات دورًا جوهرياً في تحقيق أهداف التنمية المستدامة. وتشمل الحد من الفقر، والإنتاج الزراعي، والطاقة النظيفة، والنمو الاقتصادي المطرد والشامل والمستدام مع العمالة الكاملة والمنتجة والعمل اللائق للجميع وتعزيز التصنيع الشامل والمستدام وتعزيز الابتكار.
يشير إطار عمل منتدى التعليم العالمي للتعليم 2030 (إعلان إنتشون، WEF 2015) إلى أهمية تبني نهج «الحكومة المتكاملة» لتحقيق أهداف التعليم الخاصة بأهداف التنمية المستدامة وضرورة دمج التعليم في أطر التنمية الاجتماعية والاقتصادية الأوسع. وهذا يستلزم تحسين التنسيق والتعاون على المستويين الوطني والإقليمي.

## التنسيق بين الوزارات

### عوامل النجاح
يتم تعريف النجاح من خلال أهداف وغايات سياسة التعليم والتدريب التقني والمهني للبلد من خلال ثلاثة «مؤشرات» النمو الاقتصادي والعدالة الاجتماعية والاستدامة. يمكن تقييم «نجاح» سياسة التعليم والتدريب التقني والمهني وإصلاح الأنظمة من خلال قياس مدى تحقيق هذا الإصلاح لنتائج إيجابية تتعلق بالنمو الاقتصادي والعدالة الاجتماعية والاستدامة. يساعد تحقيق نتائج إيجابية عبر المؤشرات الثلاثة على ضمان قيام البلدان بتطوير المهارات المطلوبة للاقتصاد العالمي في الغد.
يعتبر التنسيق الداخلي بين الوزارات بمثابة مظلة للتفاعل بين مختلف الوكالات الحكومية على المستوى الوطني؛ حيث يسهل التفاعل بين الهياكل والوكالات الوطنية ودون الوطنية والمحلية؛ والتفاعل مع الشركاء الاجتماعيين مثل أرباب العمل والنقابات ومنظمات المجتمع المدني، ويجب ان يمثل التنسيق بين الوزارات عاملاً محفزاً لتحقيق هذه المخرجات ليكون لها نتائج ملموسة مستقبلاً.
تتضمن اللبنات الأساسية لنجاح نظام التعليم والتدريب التقني والمهني الأتي:
1. القيادة ووضوح الهدف في مختلف المجالات السياسة؛
2. الارتباط ب سوق العمل وتقديم حدمات التدريب حسب الطلب؛
3. شراكات وشبكات تعمل بشكل جيد وتعزز الوصول والإنصاف؛
4. مؤسسات التدريب عالية الأداء والجودة؛
5. آليات ضمان الجودة المعيارية وإمكانية نقل المؤهلات؛
6. التمويل المستقر والمستدام؛
7. المؤسسات التي تعمل بشكل جيد، والحوافز وآليات المساءلة؛
8. التقدير العام ومعدلات تخرج وتوظيف عالية؛
9. توافر البيانات والمعلومات الدقيقة بما في ذلك معلومات سوق العمل (LMI)؛
10. ثقافة تعلم السياسات والتحسين المستمر.

التمويل
نظام الميزانية هو أداة لصنع سياسات أكثر تكاملاً، حيث يعد توافر الموارد الكافية موجهاً لتنفيذ أولويات الحكومة. يصبح التمويل المنسق للاستراتيجيات والخطط الوطنية لتنمية المهارات أسهل في المواقف التي ينبع فيها الدافع السياسي لتنمية المهارات من وزارة المالية أو هيئة معادلة حيث ترتبط الحوافز ارتباطًا وثيقًا بالتمويل.وعليه فأن تدفق التمويل والوعد بتوفير السيولة وسائل مهمة لدفع نظام التسليم للوفاء بالأولويات الوطنية.

### العوامل الرئيسية التي يمكن أن تسهل أو تعرقل جهود التنسيق بين الوزارات
سبعة منطلقات يمكن أن تؤثر على جهود التنسيق بين الوزارات وتشمل:
1. الرغبة السياسية والحكومية؛
2. الرؤية الاستراتيجية؛
3. قدرة الخدمة المدنية الكافية والترتيبات المؤسسية؛
4. الأزمات والتغيرات الاجتماعية والاقتصادية الهيكلية؛
5. هيكل سوق العمل والعلاقات السياسية والاقتصادية بين أصحاب العمل والحكومة والشركاء الاجتماعيين؛
6. توافر معلومات دقيقة وفي الوقت المناسب عن أسواق العمل والتوظيف ومقاييس تنمية المهارات؛
7. العلاقة بين توافر الموارد والتخصيص وأهداف السياسة المرسومة.